# Géoparc des dinosaures du pays de Hațeg
Le Géoparc des Dinosaures du Pays de Hațeg, au pied des Alpes de Transylvanie, en Roumanie, est un géoparc ayant intégré le réseau mondial en 2005. Il est géré par l'Institut de Géologie et Paléontologie de l'Université de Bucarest en lien avec le ministère de la Culture.
L'objectif principal du géoparc est d'en préserver le patrimoine naturel et culturel tout en développant un géotourisme respectueux du pays, par la mise en valeur du Pays de Hațeg, une ancienne « valachie » (nom commun) de la principauté de Transylvanie, intégrée au comitat hongrois de Hunedoara puis au județ roumain homonyme. Le Parc National de Retezat jouxte le géoparc. Le Pays de Hațeg abrite un patrimoine culturel très riche : on y trouve quelques-unes des plus anciennes églises du nord du Danube, la plus grande concentration de sites et monuments médiévaux de Roumanie, un grand nombre d'autres monuments architecturaux, ainsi que des arts et traditions populaires tant roumains qu'hongrois, bien conservés. 

## Histoire géologique du Pays de Hațeg
Les premières découvertes d’ossements de dinosaures ont été faites par Ilona et Franz Nopcsa et publiés dès 1897. Les recherches scientifiques reprises dans les années 1970 permirent, en 1988, la découverte de sites de ponte similaires à ceux observés dans le sud de la France, autour d’Aix-en-Provence. La présence d’ossements d'embryons et de juvénile juste éclos associés à ces nids, permit d’attribuer les pontes à l’hadrosaure Telmatosaurus transylvanicus. 
Les formations de Sân-Petru et de Densuș-Ciula du bassin de Hațeg qui abritent ces gisements, sont datées du Maastrichtien, dernier étage du Crétacé supérieur. À cette période, le bassin de Hațeg aujourd’hui enchâssé dans les Carpates méridionales, était une île située dans l’océan Téthysien, dans la ceinture équatoriale. 
L’isolement de cette île d’une superficie d’environ 80 000 kilomètres carrés durant des dizaines de millions d’années est à l’origine d’une évolution « en vase clos » des dinosaures de Hațeg, qui a mené à une diminution importante de leur taille appelée nanisme insulaire : ainsi, le théropode Balaur bondoc ou le titanosaure Magyarosaurus dacus sont des « versions miniature » des autres dinosaures de leurs genres respectifs, vivant à la même époque sur les continents. 
La dénomination scientifique du Balaur bondoc signifiant littéralement « dragon trapu » en roumain, fait références aux nombreux mythes et légendes entourant les trouvailles d’ossements fossilisés à des époques où la paléontologie n’existait pas : on trouve dans le bassin de Hațeg non seulement des sites à dinosaures (balauri soit « dragons terrestres » en roumain) mais aussi à ptérosaures (zmei soit « dragons volants » en roumain) qui, eux, comportent ici des formes géantes, capables de traverser la mer Téthysienne, comme l’ajdarchidé Hatzegopteryx de dix mètres d’envergure, qui, posé au sol, avait la hauteur d’une girafe (et que l’on suppose prédateur des dinosaures nains).

## Principaux points d'intérêt géotouristiques
Le Géoparc des Dinosaures comporte sept centres d’interprétation et plusieurs sentiers thématiques permettent de découvrir les richesses géologiques et le patrimoine culturel du Pays de Hațeg.
Inaugurée en 2010, la « Maison du Géoparc » présente une exposition permanente sur les dragons et leurs légendes, et les principaux centres d’intérêt du géoparc. Le clou de l’exposition est le modèle du Balaur bondoc reconstitué par le paléoartiste Brian Cooley en 2014, modèle réalisé dans le cadre du projet de « Muséum transylvain du Pays de Hațeg » soutenu entre autres par l'Institut de géonomie marine et terrestre « GeoEcomar ». Le consultant scientifique de ce projet est Zoltán Csiki-Sava. La fresque dans laquelle est placée la reconstitution et qui montre, entre autres, les mammifères qui vivaient dans le même écosystème, a été réalisée par Cristina Stancu.
Autour de la ville de Hațeg, plusieurs autres centres d’interprétation sont dédiés aux dinosaures nains, à leurs pontes, aux ptérosaures, au volcanisme ainsi qu’à la diversité géologique des roches de la région.

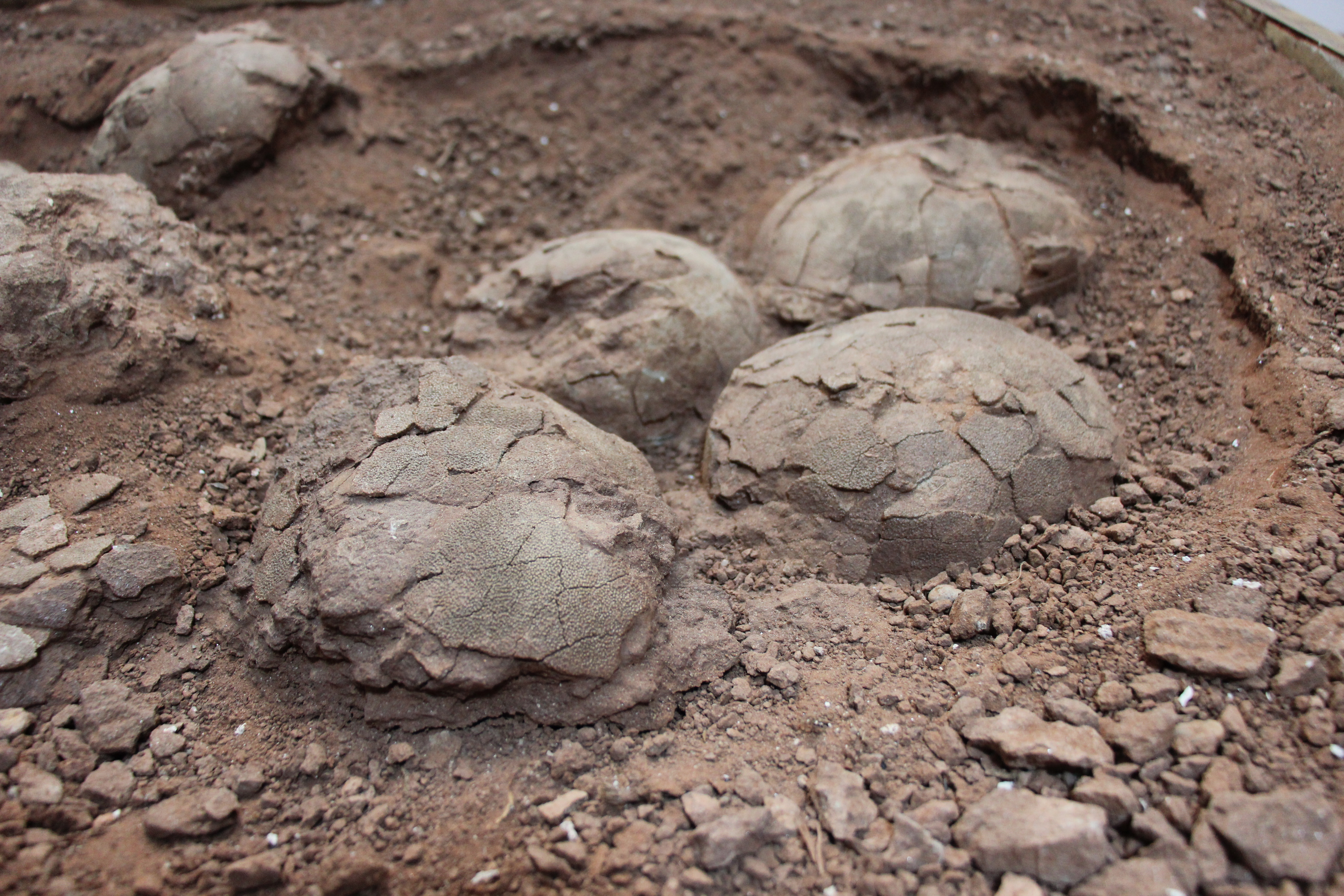
Ponte de l’hadrosaure Telmatosaurus transylvanicus
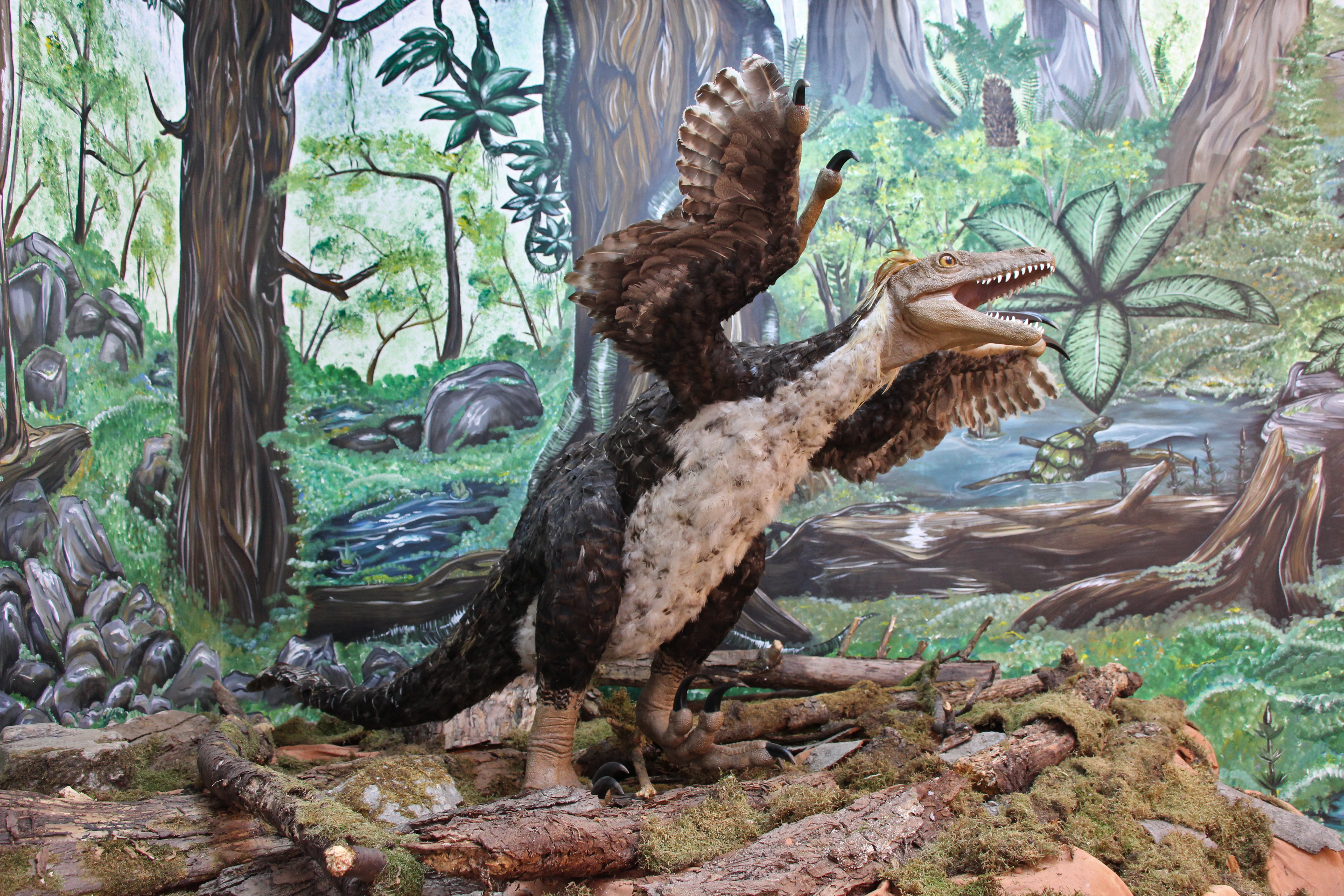
Vue d'artiste du Balaur bondoc
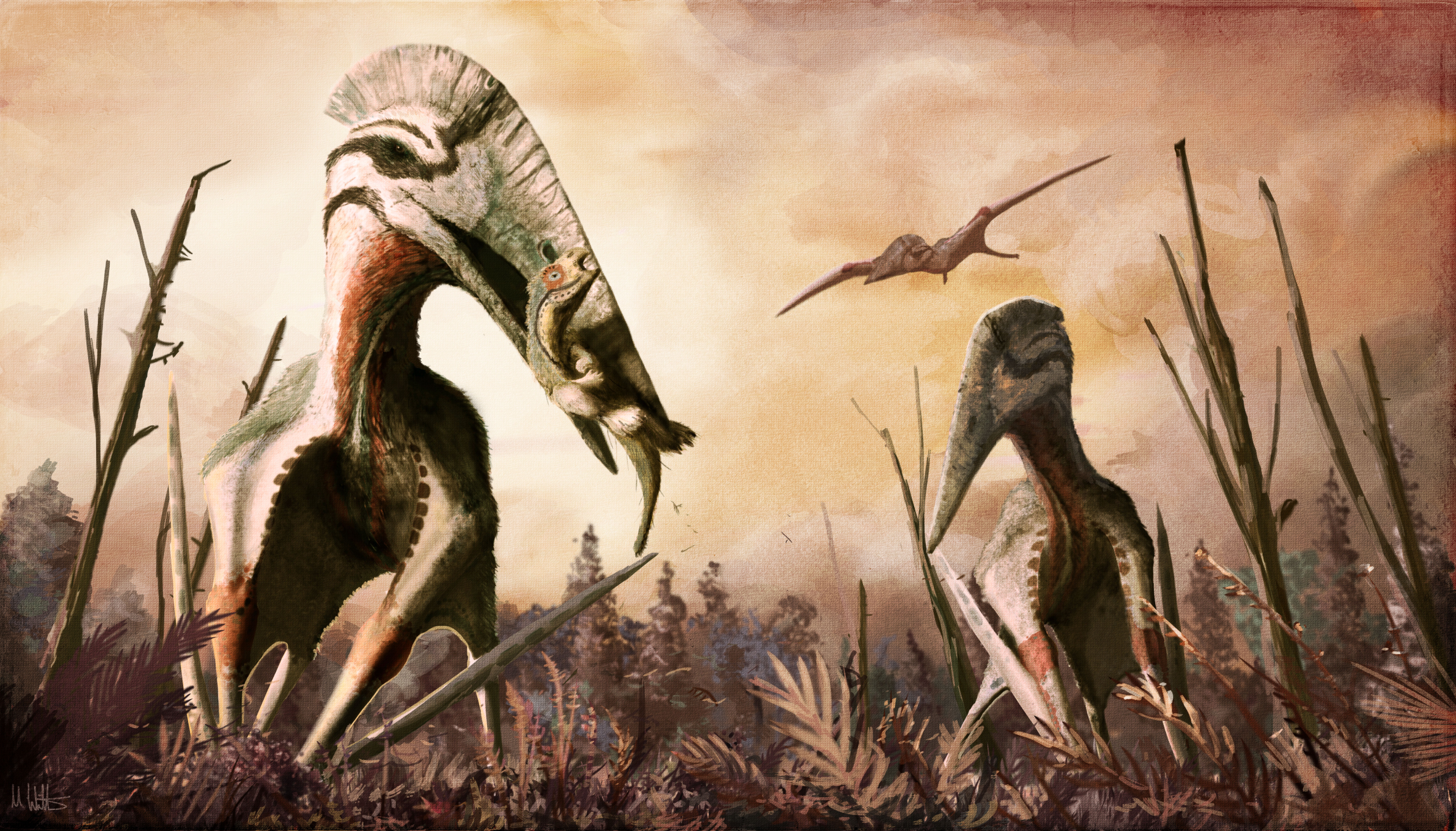
Vue d'artiste du ptérosaure Hatzegopteryx capturant le rhabdodonte nain Zalmoxes
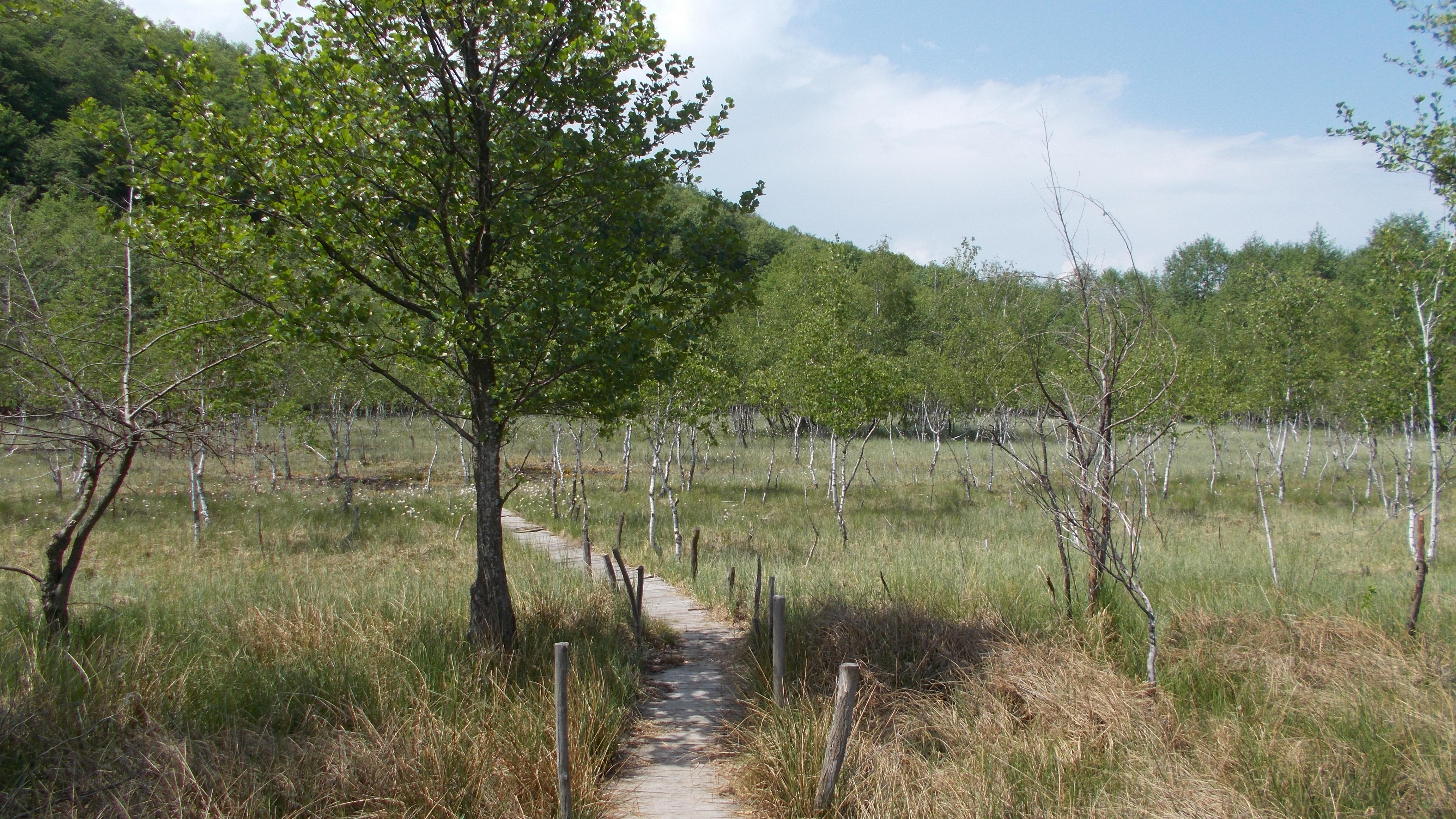
La profonde tourbière de Peșteana
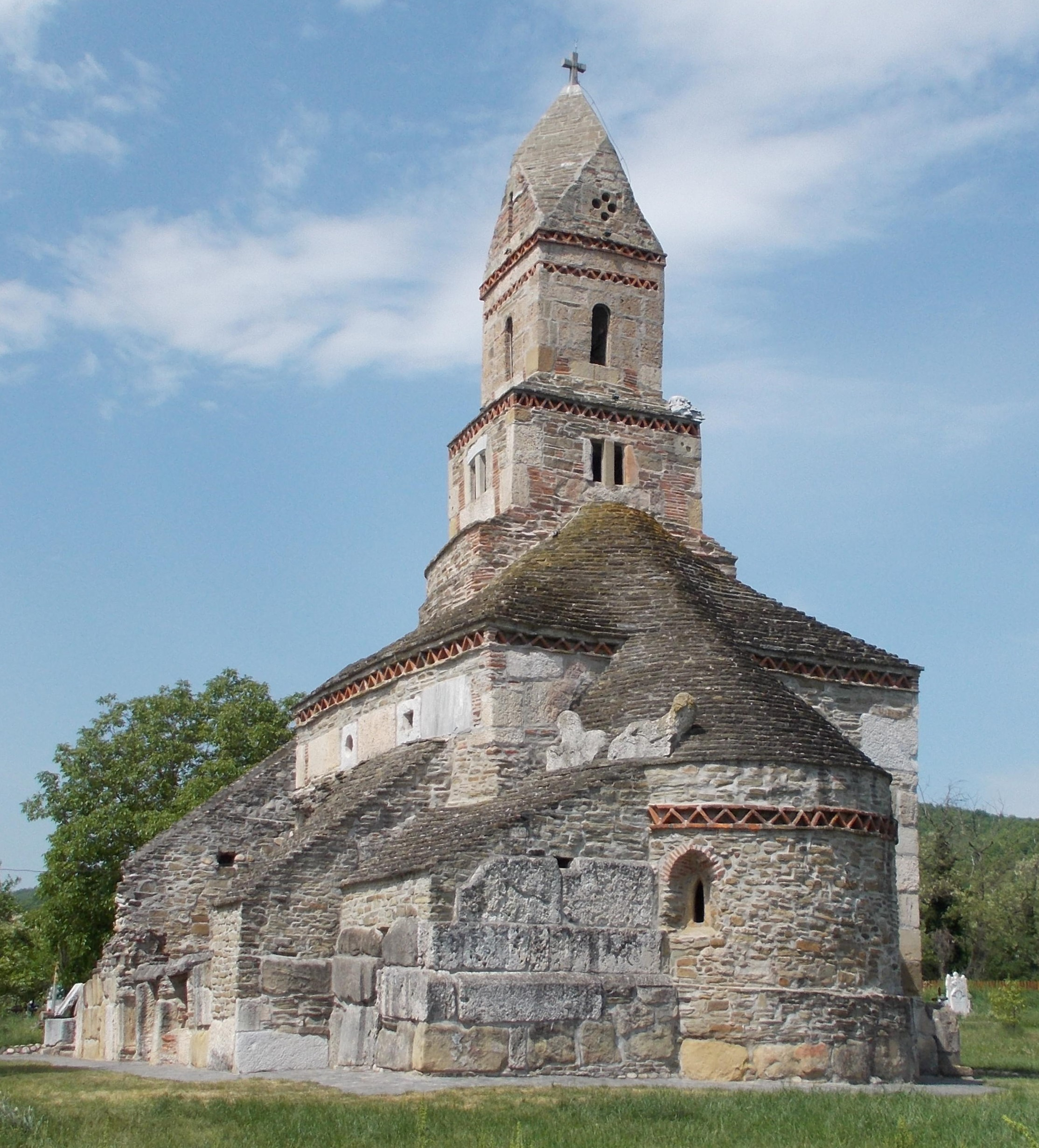
L'église St-Nicolas de Densuș (XIIIe siècle), monument historique